# Giulio Bonnard
Giulio Bonnard (Roma, 21 giugno 1885 – Roma, 29 febbraio 1972) è stato un compositore italiano.

## Biografia
Fratello maggiore del regista Mario Bonnard, compose le colonne sonore di una quarantina di pellicole dal 1932 al 1961, talvolta con gli pseudonimi Jules Daccar o Jules Dakar, quasi tutte dirette dal fratello ma anche per Malasomma, Mattoli e Bragaglia. 
Morì il 29 febbraio all'età di 86 anni. Si trova sepolto nel Cimitero del Verano a Roma, insieme al fratello.

## Filmografia

### Colonne sonore
- Cinque a zero, regia di Mario Bonnard (1932)
- Tre uomini in frak, regia di Mario Bonnard (1932)
- La signorina dell'autobus, regia di Nunzio Malasomma (1933)
- Il trattato scomparso, regia di Mario Bonnard (1933)
- Stadio, regia di Carlo Campogalliani (1934)
- La marcia nuziale, regia di Mario Bonnard (1934)
- Milizia territoriale, regia di Mario Bonnard (1935)
- 30 secondi d'amore, regia di Mario Bonnard (1936)
- Non ti conosco più, regia di Nunzio Malasomma (1936) - solo canzone "Notte per sognare"
- Il feroce Saladino, regia di Mario Bonnard (1937)
- Gli ultimi giorni di Pompeo, regia di Mario Mattoli (1937)
- Il conte di Bréchard, regia di Mario Bonnard (1938)
- Nonna Felicita, regia di Mario Mattoli (1938)
- L'ha fatto una signora, regia di Mario Mattoli (1938)
- Io, suo padre, regia di Mario Bonnard (1939)
- Papà per una notte, regia di Mario Bonnard (1939)
- Frenesia, regia di Mario Bonnard (1939)
- Il ponte dei sospiri, regia di Mario Bonnard (1940)
- La gerla di papà Martin, regia di Mario Bonnard (1940)
- La fanciulla di Portici, regia di Mario Bonnard (1940)
- La forza bruta, regia di Carlo Ludovico Bragaglia (1941)
- Il prigioniero di Santa Cruz, regia di Carlo Ludovico Bragaglia (1941)
- Marco Visconti, regia di Mario Bonnard (1941)
- Il re si diverte, regia di Mario Bonnard (1941), adattamento
- Avanti c'è posto..., regia di Mario Bonnard (1942)
- Non ti pago!, regia di Carlo Ludovico Bragaglia (1942)
- Casanova farebbe così!, regia di Carlo Ludovico Bragaglia (1942)
- Campo de' fiori, regia di Mario Bonnard (1943)
- Che distinta famiglia!, regia di Mario Bonnard (1945)
- Il ratto delle Sabine, regia di Mario Bonnard (1945)
- La città dolente, regia di Mario Bonnard (1949)
- Margherita da Cortona, regia di Mario Bonnard (1950)
- Il voto, regia di Mario Bonnard (1950)
- L'ultima sentenza, regia di Mario Bonnard (1951)
- Stasera sciopero, regia di Mario Bonnard (1951)
- I figli non si vendono, regia di Mario Bonnard (1952)
- Frine, cortigiana d'Oriente, regia di Mario Bonnard (1953)
- Tradita, regia di Mario Bonnard (1954) - come Jules Daccar
- Mi permette, babbo!, regia di Mario Bonnard (1956) come Jules Dakar
- I masnadieri, regia di Mario Bonnard (1961)